# Felton (Northumberland)
Pour les articles homonymes, voir Felton.
Felton est un village du Northumberland, en Angleterre. La population du village au recensement de 2011 était de 1234 habitants.